# (37431) 2002 AT7
(37431) 2002 AT7 est un astéroïde de la ceinture principale découvert en 2002.

## Description
(37431) 2002 AT7 a été découvert le 4 janvier 2002 à l'observatoire Palomar, situé au nord de San Diego en Californie, par le programme Near Earth Asteroid Tracking (NEAT).

### Caractéristiques orbitales
L'orbite de cet astéroïde est caractérisée par un demi-grand axe de 2,36 ua, un périhélie de 2,00 ua, une excentricité de 0,15 et une inclinaison de 4,15° par rapport à l'écliptique. Du fait de ces caractéristiques, à savoir un demi-grand axe compris entre 2 et 3,2 ua et un périhélie supérieur à 1,666 ua, il est classé, selon la JPL Small-Body Database, comme objet de la ceinture principale.

### Caractéristiques physiques
(37431) 2002 AT7 a une magnitude absolue (H) de 16,1 et un albédo estimé à 0,057.